# IEEE 802.2
IEEE 802.2 является исходным названием стандарта ISO / IEC 8802-2, который определяет управление логическим каналом (LLC) как верхнюю часть уровня канала передачи данных модели OSI . Первоначальный стандарт, разработанный Институтом инженеров по электротехнике и электронике (IEEE) в сотрудничестве с Американским национальным институтом стандартов (ANSI), был принят Международной организацией по стандартизации (ISO) в 1998 году, но он все ещё остается неотъемлемой частью семейства из IEEE 802 стандартов для локальных и городских сетей.
LLC — это программный компонент, который обеспечивает единый интерфейс для пользователя службы передачи данных, обычно сетевого уровня. LLC может предложить три вида услуг:
- неподтверждённые услуги в режиме без установления соединения (обязательно);
- услуги режима подключения (необязательно);
- подтверждённые услуги в режиме без установления соединения (необязательно).

И наоборот, LLC использует службы управления доступом к среде (MAC), которые зависят от конкретной среды передачи (Ethernet , Token Ring , FDDI , 802.11 и т. д.). Использование LLC является обязательным для всех сетей IEEE 802, кроме Ethernet. Он также используется в Fibre Distributed Data Interface (FDDI), который не является частью семейства IEEE 802 .
Подуровень IEEE 802.2 добавляет некоторую контрольную информацию к сообщению, созданному верхним уровнем и переданному LLC для передачи другому узлу в том же канале данных. Результирующий пакет обычно называется протокольным блоком данных (PDU) LLC, а дополнительной информацией, добавляемой подуровнем LLC, является HEADER LLC . Заголовок LLC состоит из DSAP (целевой точки доступа к услуге), SSAP (исходной точки доступа к услуге) и поля Control
Два 8-битных поля DSAP и SSAP позволяют мультиплексировать различные протоколы верхнего уровня над LLC. Однако во многих протоколах используется расширение протокола доступа к подсети (SNAP), которое позволяет использовать значения EtherType для указания протокола, передаваемого поверх IEEE 802.2. Это также позволяет поставщикам определять свои собственные пространства значений протокола.
8- или 16-битное поле управления в стиле HDLC служит для определения режима связи, для указания конкретной операции и для облегчения управления соединением и управления потоком (в режиме соединения) или подтверждения (в подтвержденном режиме без соединения).

## Режимы работы
IEEE 802.2 обеспечивает два режима без установления соединения и один с установлением соединения:
- Тип 1 — неподтвержденный режим без установления соединения для службы дейтаграмм . Это позволяет отправку кадров:
  - в один пункт назначения (двухточечная или одноадресная передача);
  - в несколько пунктов назначения в одной сети (многоадресная передача);
  - или на все станции сети (трансляция).

Использование многоадресных и широковещательных рассылок уменьшает сетевой трафик, когда одна и та же информация должна распространяться на все станции сети. Однако услуга типа 1 не дает никаких гарантий относительно порядка полученных кадров по сравнению с порядком, в котором они были отправлены; отправитель даже не получает подтверждения, что кадры были получены.
- Тип 2 — это режим работы с установлением соединения . Порядковая нумерация гарантирует, что полученные кадры гарантированно будут в том порядке, в котором они были отправлены, и ни один кадр не будет потерян.
- Тип 3 является признанным сервисом без установления соединения. Он поддерживает только двухточечную связь.

Каждое устройство, соответствующее стандарту IEEE 802.2, должно поддерживать тип обслуживания 1. Каждому сетевому узлу назначается класс LLC, в соответствии с типами поддерживаемыми услуг:
| LLC Класс | Типы поддерживаемых услуг | Типы поддерживаемых услуг | Типы поддерживаемых услуг |
| LLC Класс | 1                         | 2                         | 3                         |
| --------- | ------------------------- | ------------------------- | ------------------------- |
| I         | X                         |                           |                           |
| II        | X                         | X                         |                           |
| III       | X                         |                           | X                         |
| IV        | X                         | X                         | X                         |

## Заголовок LLC
Любой PDU 802.2 LLC имеет следующий формат:
| 802.2 LLC Header | 802.2 LLC Header | 802.2 LLC Header | Информация      |
| Адрес DSAP       | Адрес SSAP       | контроль         | Информация      |
| ---------------- | ---------------- | ---------------- | --------------- |
| 8 бит            | 8 бит            | 8 или 16 бит     | кратный 8 битам |

Когда используется расширение протокола доступа к подсети (SNAP), оно находится в начале информационного поля:
| 802.2 LLC Header | 802.2 LLC Header | 802.2 LLC Header | Расширение SNAP | Расширение SNAP | Данные верхнего уровня |
| DSAP             | SSAP             | контроль         | OUI             | ID протокола    | Данные верхнего уровня |
| ---------------- | ---------------- | ---------------- | --------------- | --------------- | ---------------------- |
| 8 бит            | 8 бит            | 8 или 16 бит     | 24 бита         | 16 бит          | кратный 8 битам        |

Заголовок 802.2 включает в себя два восьмибитных поля адреса, называемые точками доступа к услугам (SAP) или совместно LSAP в терминологии OSI:
- SSAP (Source SAP) — это 8-битное длинное поле, представляющее логический адрес объекта сетевого уровня, который создал сообщение;
- DSAP (Destination SAP) — это 8-битное длинное поле, которое представляет собой логические адреса объекта сетевого уровня, предназначенного для приема сообщения.

### Значения LSAP
Хотя поля LSAP имеют длину 8 битов, младший бит зарезервирован для специальных целей, оставляя только 128 значений доступными для большинства целей.
Младший бит DSAP указывает, содержит ли он индивидуальный или групповой адрес:
- если младший бит равен 0, оставшиеся 7 битов DSAP указывают отдельный адрес, который относится к одной локальной точке доступа к услуге (LSAP), на которую должен быть доставлен пакет;
- если младший бит равен 1, оставшиеся 7 бит DSAP указывают групповой адрес, который относится к группе LSAP, в которые должен быть доставлен пакет.

Младший бит SSAP указывает, является ли пакет командой или ответным пакетом:
- если это 0, пакет является командным пакетом;
- если это 1, пакет является ответным пакетом.

Оставшиеся 7 бит SSAP определяют LSAP (адрес всегда индивидуален), с которого был передан пакет.
Номера LSAP глобально присваиваются посредством IEEE для уникальной идентификации устоявшихся международных стандартов.
| Value | Value | Meaning                                   |
| Dec   | Hex   | Meaning                                   |
| ----- | ----- | ----------------------------------------- |
| 0     | 00    | Null LSAP                                 |
| 2     | 02    | Individual LLC Sublayer Mgt               |
| 4     | 04    | SNA Path Control (individual)             |
| 6     | 06    | Reserved for DoD IP                       |
| 14    | 0E    | ProWay-LAN                                |
| 24    | 18    | Texas Instruments                         |
| 66    | 42    | IEEE 802.1 Bridge Spanning Tree Protocol  |
| 78    | 4E    | EIA-RS 511                                |
| 94    | 5E    | ISI IP                                    |
| 126   | 7E    | ISO 8208 (X.25 over IEEE 802.2 Type LLC)  |
| 128   | 80    | Xerox Network Systems (XNS)               |
| 130   | 82    | BACnet/Ethernet                           |
| 134   | 86    | Nestar                                    |
| 142   | 8E    | ProWay-LAN (IEC 955)                      |
| 152   | 98    | ARPANET Address Resolution Protocol (ARP) |
| 166   | A6    | RDE (route determination entity)          |
| 170   | AA    | SNAP Extension Used                       |
| 188   | BC    | Banyan Vines                              |
| 224   | E0    | Novell NetWare                            |
| 240   | F0    | IBM NetBIOS                               |
| 244   | F4    | IBM LAN Management (individual)           |
| 248   | F8    | IBM Remote Program Load (RPL)             |
| 250   | FA    | Ungermann-Bass                            |
| 254   | FE    | OSI protocols ISO CLNS IS 8473            |

| Значение | Значение | Означает                              |
| Dec      | Hex      | Означает                              |
| -------- | -------- | ------------------------------------- |
| 3        | 03       | Group LLC Sublayer Mgt                |
| 5        | 05       | SNA Path Control (группа)             |
| 245      | F5       | IBM LAN Management (группа)           |
| 255      | FF       | Глобальный DSAP (трансляция для всех) |

Протоколы или семейства протоколов, которые назначили один или несколько SAP, могут работать непосредственно поверх 802.2 LLC. Другие протоколы могут использовать протокол доступа к подсети (SNAP) с IEEE 802.2, который указан шестнадцатеричным значением 0xAA (или 0xAB, если является источником ответа) в SSAP и DSAP. Расширение SNAP позволяет использовать значения EtherType или пространства идентификаторов частного протокола во всех сетях IEEE 802 . Он может использоваться как в дейтаграмме, так и в сетевых службах, ориентированных на установление соединения.
Сети Ethernet (IEEE 802.3) являются исключением; стандарт IEEE 802.3x-1997 явно разрешил использование кадрирования Ethernet II , где 16-битное поле после MAC-адресов не содержит длину кадра, за которой следует заголовок IEEE 802.2 LLC, а значение EtherType, за которым следует верхние данные слоя. С таким кадрированием поддерживаются только службы дейтаграмм на канальном уровне .

### IPv4, IPX и 802.2 LLC
Хотя IPv4 было присвоено значение LSAP 6 (0x6), а ARP было присвоено значение LSAP 152 (0x98), IPv4 почти никогда не инкапсулируется напрямую в кадры LLC 802.2 без заголовков SNAP. Вместо этого Интернет-стандарт RFC 1042 обычно используется для инкапсуляции трафика IPv4 во фреймах 802.2 LLC с заголовками SNAP в FDDI и в сетях IEEE 802, отличных от Ethernet . Сети Ethernet обычно используют кадрирование Ethernet II с EtherType 0x800 для IP и 0x806 для ARP.
Протокол IPX, используемый сетями Novell NetWare, поддерживает дополнительный тип фрейма Ethernet , 802.3 raw, в конечном счете, поддерживает четыре типа фрейма в Ethernet (802.3 raw, 802.2 LLC , 802.2 SNAP и Ethernet II) и два типа фрейма в FDDI и других (не Ethernet) IEEE 802 сети (802.2 LLC и 802.2 SNAP).
Можно использовать разные кадры в одной сети. Это можно сделать даже для одного и того же протокола верхнего уровня, но в этом случае узлы, использующие разные кадры, не могут напрямую взаимодействовать друг с другом.

### Контрольное поле
После полей назначения и источника SAP находится контрольное поле . IEEE 802.2 был концептуально основан на HDLC и имеет те же три типа PDU :
- PDU ненумерованного формата или PDU U-формата с 8-битным полем управления, которые предназначены для приложений без установления соединения;
- PDU формата передачи информации, или PDU I-формата , с 16-битным полем управления и нумерации последовательностей, которые предназначены для использования в приложениях, ориентированных на установление соединения;
- PDU супервизорного формата, или PDU S-формата , с 16-битным полем управления, которые предназначены для использования в супервизорных функциях на уровне LLC (управление логическим каналом).

Для передачи данных в наиболее часто используемом неподтвержденном режиме без установления соединения используется U-формат. Он определяется значением «11» в младших двух битах однобайтового поля управления.